# Mercato nero dell'amore
Mercato nero dell'amore (Schwarzer Markt der Liebe) è un film tedesco del 1966 diretto da Ernst Hofbauer. È il film d'esordio di Omero Antonutti.
La trama del film racconta di un giro di tratta delle bianche operante dal porto di Genova, che attira giovani donne tedesche a lavorare come ballerine di locali notturni equivoci.